# Захарихин, Сергей Борисович
Сергей Борисович Захарихин (род. 1961) — сотрудник советских и российских органов государственной безопасности, генерал-лейтенант.

## Биография
Сергей Борисович Захарихин родился 13 мая 1962 года в городе Южно-Сахалинске Сахалинской области. После окончания средней школы поступил в высшее учебное заведение.
В 1989 году поступил на службу в органы Комитета государственной безопасности при Совете Министров СССР. Начинал оперуполномоченным, впоследствии занимал ряд руководящих должностей.
После распада СССР продолжал службу в системе Министерства безопасности — Федеральной службы безопасности Российской Федерации.
С 2010 года занимал должность заместителя начальника Управления Федеральной службы безопасности Российской Федерации по Краснодарскому краю, одновременно возглавляя отдел по городу Сочи.
В июле 2019 года назначен начальником Управления Федеральной службы безопасности Российской Федерации по Краснодарскому краю.
В декабре 2020 года Захарихину было присвоено очередное звание генерал-лейтенанта.
Награждён рядом государственных и ведомственных наград.